# سكايري موفي (سلسلة أفلام)
سكايري موفي (بالإنجليزية: Scary Movie)‏ هي سلسلة أفلام رعب كوميدية بدأ إنتاجها في سنة 2000، وهي من تأليف كينن آيفوري وايانس وبطولة شقيقيه شون وايانز ومارلون ويانز كما أدى بطولتها كل من الممثلتين آنا فاريس التي أدت دور سيندي كامبيل و ريجينا هول التي أدت دور بريندا ميكس. قامت شركة ديمينشن فيلمز بإنتاج وتوزيع الفيلم، وتم تصوير الفيلم في إستوديوهات ميرماكس وتولى كل من بوب وينشتاين وهارفي وينشتاين إنتاج الفيلم.

## الأفلام
- سكيري موفي في سنة 2000
- سكيري موفي 2 في سنة 2001
- سكيري موفي 3 في سنة 2003
- فيلم مخيف 4 في سنة 2006
- فيلم مخيف 5 في سنة 2013